# Volo Alitalia 045

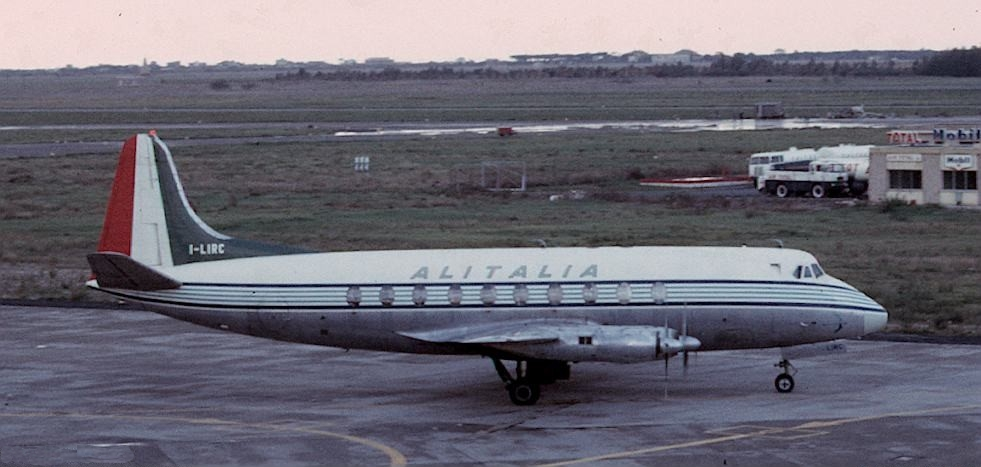
Un Vickers Viscount 745D dell'Alitalia analogo all'I-LAKE del volo Alitalia 045

Il volo Alitalia 45 era un volo di linea effettuato dall'Alitalia e operato da un Vickers Viscount 785D che il 28 marzo 1964 in fase di atterraggio all'aeroporto di Napoli-Capodichino si schiantò sulle pendici del Monte Somma, nel complesso vulcanico Somma-Vesuvio, a causa delle cattive condizioni meteorologiche, causando la morte di tutte le persone a bordo: 40 passeggeri e 5 membri dell'equipaggio.

## Il velivolo
Il velivolo coinvolto nell'incidente era un Vickers Viscount 785D con numero di registrazione I-LAKE e motorizzato da quattro Rolls Royce Dart 510. Effettuò il primo volo il 18 agosto 1957 e venne consegnato all'Alitalia il primo ottobre dello stesso anno. Fu il primo Viscount ad operare nella compagnia di bandiera italiana.

## Il volo
Un primo Vickers Viscount, volo AZ 004, era partito da Caselle alle 19.15 diretto a Fiumicino con 49 passeggeri a bordo ed era atterrato con un ritardo di circa 25 minuti, alle 20.20, a Roma dove erano scesi tutti i passeggeri. Di questi provenienti da Torino, solo 4 erano stati reimbarcati sul Vickers Viscount I-LAKE, insieme ad altre 36 persone in partenza da Fiumicino, per ripartire alla volta di Capodichino.
A causa del maltempo e per un inconveniente tecnico che portò alla sostituzione dell'indicatore della temperatura dell'olio della turbina del motore nr. 1, il decollo, previsto per le 21.25, era stato ritardato fino alle 22.10. ed era avvenuto dalla pista 25 con autorizzazione dell'ACC di Roma a seguire la rotta Pratica di Mare - Latina - Napoli.
Alle 22.11 il pilota, su invito della Torre di Fiumicino, aveva stabilito regolare collegamento con l'ACC di Roma sulla frequenza 123.7 (settore partenza). Alle 22.17 il Viscount aveva raggiunto il livello di volo 70.
Alle 22.28 il pilota aveva preso contatto con Napoli APP sulla frequenza 120.7 e chiesto il bollettino meteo che era il seguente: "6/8 copertura - 2/8 CU a 2000 ft. - 3/8 SC a 3000 ft. - 2/8 AC a 7000 ft. - visibilità 6 Km - QNH 29.65 - Pista in uso 24 - QFE 29.31 - vento da Sud 180/210 12 nodi con pista 24 - temperatura 11°".
Alle 22.32 l'aereo era stato autorizzato a scendere da 7.000 a 5.000 piedi e poi alle 22.34 a 4.000 e gli era stato chiesto se intendeva utilizzare l'ILS. Dall'aeromobile avevano risposto: "Non crediamo perché si vede ". Alle 22.35 l'aeromobile aveva riportato la verticale del radiofaro LD. Napoli APP aveva chiesto quale tipo di avvicinamento intendesse effettuare ed aveva ottenuto come risposta: "Vediamo, adesso viriamo sottovento lasciando 4000 direttamente on visual". Alle 22.36 Napoli APP aveva risposto: "Ricevuto...avendo la pista in vista da LD autorizzato al visual. Riportate sottovento e in finale vento da 180/210° 12 nodi". Alle 22.37 il Viscout aveva comunicato di lasciare la verticale del radiofaro LD. Era stata l'ultima comunicazione radio dell'equipaggio dell'aereo con il quale il comandante Pasquale Umana conferma la scelta del volo di approccio a vista anziché utilizzare l'ILS.
Subito dopo le 22.37 il Viscount I-LAKE aveva lasciato il cielo della città di Napoli diretto verso il mare passando all'incirca sulla verticale del monumento a Diaz in Via Caracciolo ad una quota stimata di circa 5.000/6.000 piedi con rotta circa Sud-Est. Alle 22.39, 30 secondi prima dell'impatto, l'aeromobile aveva sorvolato l'abitato di San Sebastiano al Vesuvio con rotta 90°, carrello d'atterraggio retratto, motori a regime, fari di atterraggio accesi, in ambiente di forti piovaschi. Alle 22.39',30" circa avvenne l'impatto del velivolo contro il costone di Monte Somma, che era ammantato di nubi, in località Cresta del Cardo ad una quota topografica di circa 610 metri con prua di circa 90° ed assetto inclinato di circa 20° a sinistra. L'ora dell'impatto fu stabilita facendo la media delle letture di tre orologi reperiti tra i rottami e tenendo conto delle testimonianze e della sequenza cronologica della fase finale del volo. Nell'urto l'aeromobile si disintegrò proiettando rottami per un tratto lungo circa 80 metri, orientato per circa 90° e provocando parziali focolai di incendio.
Alcuni contadini sentirono il rumore dello schianto dell'aereo individuandolo come avvenuto nella zona boscosa del comune di Somma Vesuviana ed avvertirono la stazione dei Carabinieri di Sant'Anastasia facendo scattare le ricerche ed i soccorsi che si rivelarono ardui, a causa del maltempo, e purtroppo inutili per le 45 persone tutte morte nell'impatto dell'aereo e nell'incendio conseguente.
La mancata interruzione del volo a vista, nonostante l'assenza delle minime condizioni di visibilità necessarie, aveva causato l'errore di manovra del pilota che, sulla via di avvicinamento all'aeroporto di Napoli, aveva compiuto una virata troppo ampia portandosi più a sud e ad un'altitudine troppo bassa, in corrispondenza del Vesuvio dove poi è avvenuto l'impatto.

## Le cause
La Commissione d'inchiesta ha ritenuto che il comportamento del pilota e le manovre da lui effettuate siano state condizionate dai seguenti fattori:
1. Situazione meteorologica nella zona intorno all'Aeroporto (nuvolosità e precipitazioni) variabile e peggiore di quella esistente sull'Aeroporto e resa nota al pilota dal bollettino del campo;
2. Una componente da Ovest del vento che sospinse il Viscount verso il Vesuvio mentre il pilota aveva verosimilmente pianificato un avvicinamento tenendo conto del vento da Sud indicato nel bollettino del campo;
3. Possibile eccessiva confidenza del pilota comandante, Pasquale Umana, sulla conoscenza delle caratteristiche orografiche della zona, confidenza derivatagli dal fatto di aver effettuato moltissimi voli di linea con scalo sull'Aeroporto di Napoli.[7]

## Vittime
Elenco dei passeggeri e dei membri dell'equipaggio:

### Equipaggio
1. Pasquale Umana, 53 anni, Ozieri (comandante pilota)
2. Italo Billau, 32 anni, Alba (primo ufficiale pilota)
3. Giuseppe Camponi, 28 anni, Torano Nuovo (ufficiale pilota)
4. Gabriella Cortesi, 23 anni, Como (hostess)
5. Lucio Sarzi-Amadè, 25 anni, Cossato (steward)

### Passeggeri
1. Robert Irving Atkinson, 42 anni, New York (tenente della United States Navy)
2. Antoine Henry Azan, 27 anni, Parigi
3. Ubert Azan, 3 anni, Parigi
4. Giuseppe Willy Bagnoli, 70 anni, Milano
5. Barbillon, Parigi
6. Signora Barbillon, Parigi
7. Signor Bovet, Losanna
8. Signora Bovet, Losanna
9. Jean Roschie Pourtier Crouzette, 51 anni, Parigi
10. R. Crouzette, Parigi
11. Ciro De Luca, 27 anni, Napoli
12. Aldina Demicini in Tessiore, 40 anni, Grugliasco (moglie di Michele Tessiore e madre di Giacomo)
13. Annette Dreyer-Dufer, Parigi
14. Charles Dreyer-Dufer, Parigi
15. Helen Dreyer-Dufer, Parigi
16. Louis Dreyer Dufer, 39 anni, Parigi
17. Antonio Gaeta, 30 anni, Salerno (tecnico della Rumianca)
18. Irene Giudre, 26 anni, Parigi
19. Signora Gindre, Parigi
20. Madeleine Grazier, 59 anni, Ginevra
21. Signorina Guerrier, Ginevra
22. Guignes, Parigi
23. Henry Philippe Guyot D'Anfreville, 59 anni, Lione
24. Fortunato Libonati, 31 anni, Napoli
25. Antoine Locatelli, 44 anni, Nizza
26. Signora Locatelli, Nizza
27. Signorina Locatelli, Nizza
28. J. H. McFadden, New York
29. Fay Mancini, 38 anni, Detroit (moglie di Lawrence Mancini)
30. Jill Mancini, 11 anni, Detroit (figlia di Fay e Lawrence Mancini)
31. Lawrence Mancini, 38 anni, Detroit (maggiore della NATO, marito di Fay)
32. Steven Mancini, 8 anni, Detroit (figlio di Fay e Lawrence Mancini)
33. Roger Louis Merard, 16 anni, Parigi
34. Albert Remuet, Ginevra
35. Slyper, Parigi
36. Olimpia Tasselli in Strigner, 70 anni, Londra
37. Michele Tessiore, 39 anni, Grugliasco (Marito di Aldina Demicini e padre di Giacomo)
38. Giacomo Tessiore, 12 anni, Grugliasco (figlio di Aldina e Michele Tessiore)
39. Thomas Vendur, 28 anni, Norfolk (della United States Navy)
40. Pierette Zani, Ginevra